# آرتي غوبتا
آرتي غوبتا (بالإنجليزية: Aarti Gupta)‏ هي عارضة هندية وأمريكية، ولدت في 10 نوفمبر 1997 في الولايات المتحدة.